# История почты и почтовых марок Республики Корея
История почты и почтовых марок Республики Корея охватывает развитие почтовой связи в Республике Корея (Южной Корее), государстве в Восточной Азии, расположенном в южной части Корейского полуострова со столицей в Сеуле, начиная с 1946 года. С этого же времени страна эмитирует собственные почтовые марки. Исторически Корея представлена во Всемирном почтовом союзе (ВПС) с 1900 года. Современным почтовым оператором Республики Корея является государственная компания Korea Post («Почта Кореи»).

## Развитие почты
После американской оккупации южной части Кореи там было сформировано военное управление США и в 1946 году была восстановлена работа почтовой службы. После провозглашения Республики Корея 15 августа 1948 года и последовавшего за этим снятия американской оккупации 29 июня 1949 года на территории Южной Кореи началось восстановление гражданской почтовой системы.
В настоящее время за почтовые услуги в стране отвечает государственная компания Korea Post, подчинённая Министерству науки, ИКТ и планирования будущего.

## Выпуски почтовых марок

### Первые марки
Первые почтовые марки Южной Кореи были выпущены американским военным правительством 1 февраля 1946 года и представляли собой надпечатку на почтовых марках Японии, которая включала новый номинал на корейском и английском языках, а также название страны («Корея») — на корейском языке[≡].

### Последующие эмиссии
В том же 1946 году в Южной Корее начали издавать стандартные марки оригинальных рисунков.

Марки Американского военного правительства в Корее (1946)
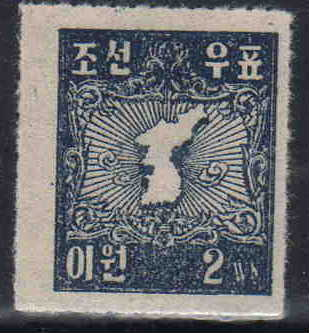
2 воны
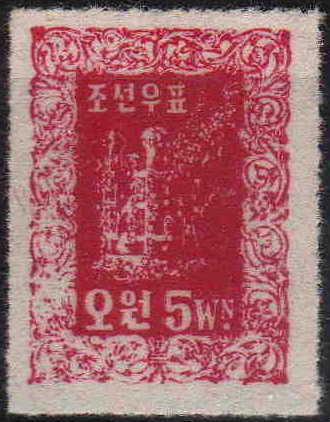
5 вон
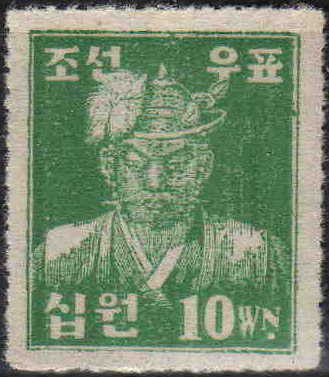
10 вон

Первая серия памятных марок увидела свет 1 мая 1946 года. Она ознаменовала освобождение Кореи от японских оккупантов. Всего военная почтовая администрация США эмитировала 39 почтовых марок.
По информации Л. Л. Лепешинского, в течение 1945—1963 годов Южная Корея выпустила 359 почтовых марок. При этом надписи на почтовых марках оригинальных рисунков давались на корейском (кор. «대한민국» — «Корея») и английском языках: англ. «Republic of Korea» («Республика Корея»), «Korea postage» («Почтовый сбор Кореи»), «Korea» («Корея»). В 1949 году надписи на почтовых марках делались на корейском и французском языках: фр. «République de Corée» («Республика Корея»).

### Сувенирные и памятные блоки
С 1948 года начался выпуск беззубцовых сувенирных почтовых блоков (причём до 1957 года блоки выпускались ещё и без клея) с изображением вначале памятных марок, а с 1951 года — и стандартных марок.

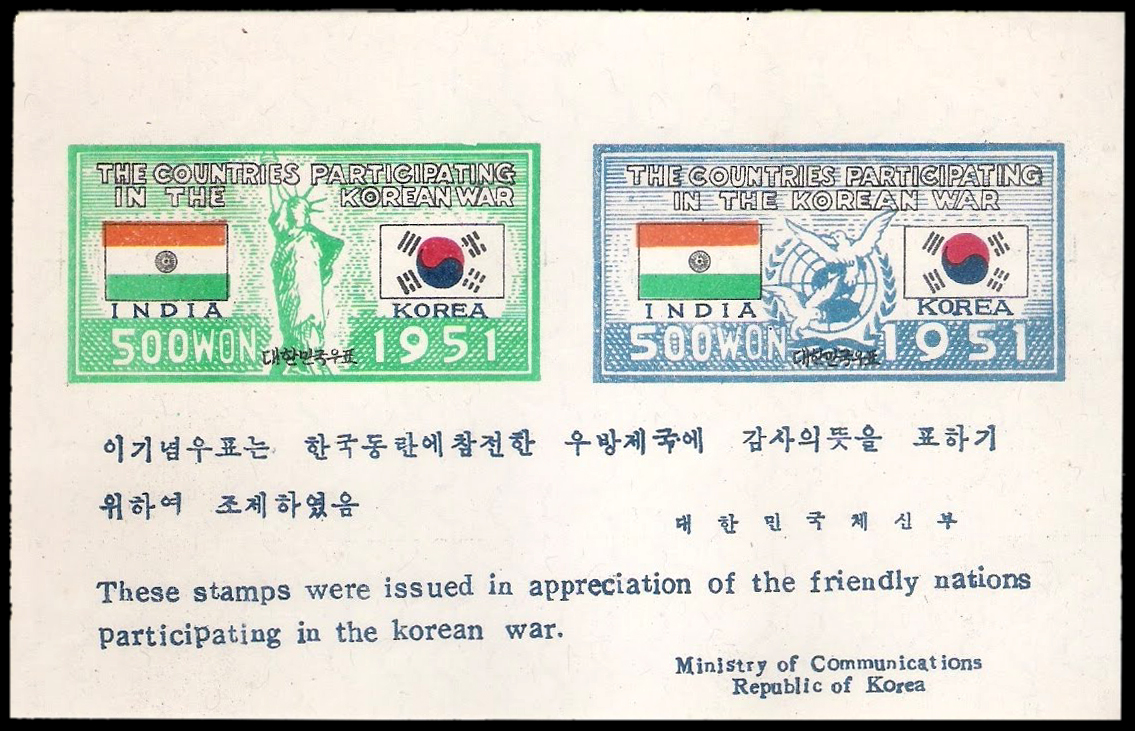

Поначалу тираж почтовых блоков составлял 300 экземпляров, так как они предназначались только для подарков высокопоставленным лицам. Впоследствии тиражи возросли до 1000, а начиная с 1957 года достигли 50 и более тысяч, поскольку блоки стали продавать в почтовых отделениях. За период с 1945 по 1963 год вышло 64 блока. Эта тенденция продолжалась до 1980-х годов, когда сувенирных блоков стали выпускать меньше; к тому времени было эмитировано уже около 500 подобных блоков.
Кроме сувенирных блоков, в стране печатаются памятные блоки. Первый памятный блок был выпущен в 1959 году тиражом 300 тысяч штук. Он был посвящён неделе почты и состоял из четырёх марок.

### Эмиссионная политика и тематика
Почтовая администрация Республики Корея эмитирует довольно много почтовых марок. Памятные выпуски были приурочены к юбилеям ВПС, 50-летию вступления Кореи в ВПС, дням почтовой марки, неделям почты и иным событиям.

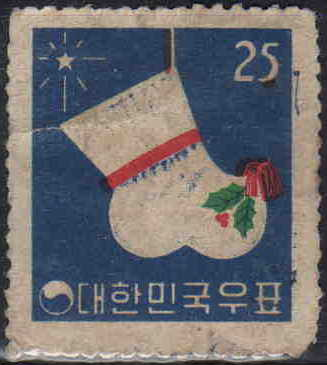
Рождественская марка (1960)
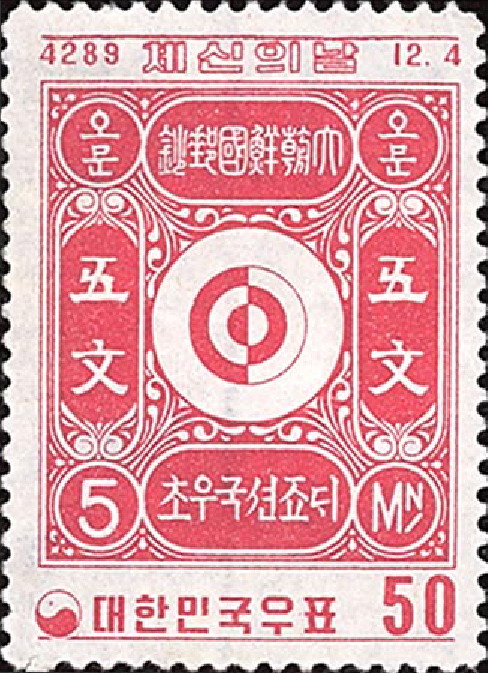
День почтовой марки, 1956 (Sc #233)

Ряд почтовых марок посвящён военной тематике.

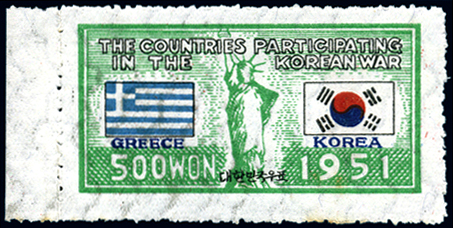
Греция. Статуя Свободы (Sc #150)
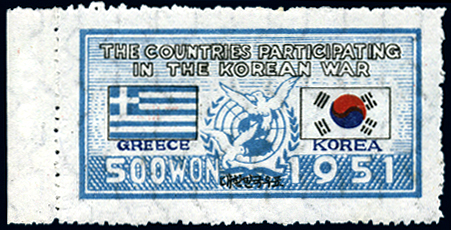
Греция. Эмблема ООН (Sc #151)
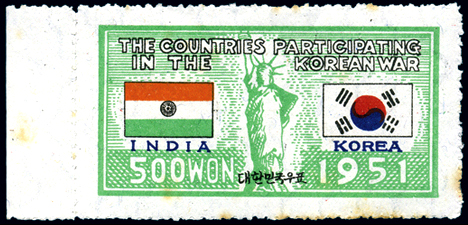
Индия. Статуя Свободы (Sc #152)
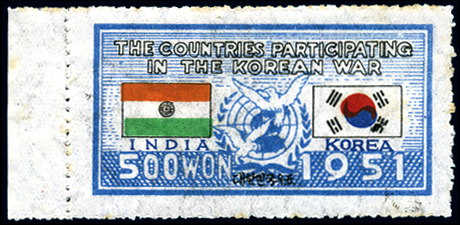
Индия. Эмблема ООН (Sc #153)
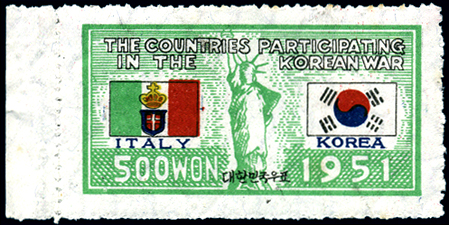
Италия. Статуя Свободы (Sc #154)
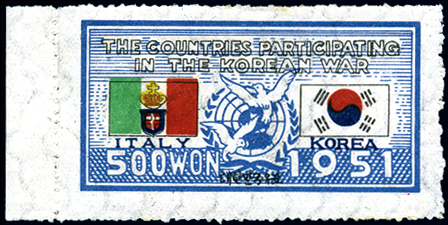
Италия. Эмблема ООН (Sc #155)

### Новоделы
В 1957 году южнокорейская почтовая администрация изготовила новоделы почтовых марок выпуска 1946—1948 годов, отпечатанные с изменённым водяным знаком и зубцовкой 12½ (вместо 11—11½). Эти новоделы вышли тиражом 4000 экземпляров и продавались в специально изготовленных альбомах по цене 500 вон за альбом.

### Даты на почтовых марках
На многих почтовых марках Республики Корея памятные даты указаны в корейском летоисчислении. К примеру, на выпуске 1960 года, посвящённом Олимпийским играм в Риме, указан 4293 год.

## Другие виды почтовых марок

### Авиапочтовые
В 1947—1949 годах выходила первая авиапочтовая серия из марок трёх номиналов, и их выпуск продолжался и в последующие годы.

Авиапочтовые марки Республики Корея (1952)
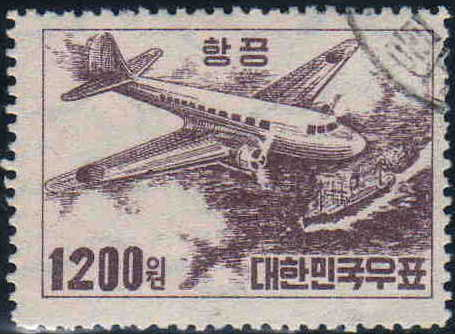
1200 вон
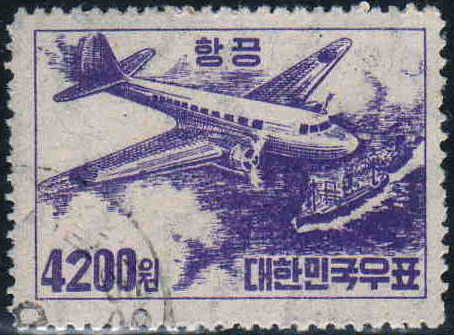
4200 вон

## Полевая почта ООН. Выпуск индийских войск
В 1953 году после окончания Корейской войны вдоль демаркационной линии были размещены войска ООН, составленные из военных подразделений различных государств — Австралии, Бельгии, Великобритании, Греции, Дании, Индии, Италии, Канады, Колумбии, Люксембурга, Нидерландов, Новой Зеландии, Норвегии, США, Таиланда, Турции, Филиппин, Франции, Швеции, Эфиопии и ЮАР. Для почтовых нужд индийских войск при этом была эмитирована серия почтовых марок Индии с надпечаткой в три строки на хинди «भारतीय संरक्षा कटक कोरिया» («Войска ООН / Индия / Корея»). Свои отделения полевой почты в этот период имели также военные службы большинства других государств.

## Развитие филателии
Южнокорейских коллекционеров почтовых марок объединяет Филателистическая федерация Кореи (англ. Philatelic Federation of Korea).
Любители корейской филателии в США организовали Общество собирателей почтовых марок Кореи (Korea Stamp Society), которое существует с 1951 года и издаёт ежеквартальный журнал «Korean Philately» («Корейская филателия»).